# Kiss Kálmán (tanár)
Kiss Kálmán János (Tiszaföldvár, 1898. december 25. – Budapest, Erzsébetváros, 1965. május 28.) tanár, állami elemi iskolai igazgató.

## Életútja
Kiss Dezső és Szabó Krisztina fiaként született. 1915-ben Sárospatakon szerezte oklevelét, majd 1919-től Tiszaföldváron, 1920-tól pedig Tiszavárkonyon működött mint tanító, 1921-től ugyanitt igazgató volt. 1915-ben bevonult a 29. h. gyalogezredhez, a román és az orosz fronton harcolt, ahol megsebesült. Hadnagyi rangban szerelt le, a II. osztályú ezüst, bronz vitézi érem, K. cs. k. és hadi emlékérem tulajdonosa. Levente főoktató, a Református egyház kántora, a PLE vezetője, a NEP titkára volt. Halálát bélelhalás okozta. Felesége Munkácsi Borbála, akivel 1921-ben kötött házasságot Tiszaföldváron. Nevelt fia Munkácsi László.